# درو گین
درو گین (به انگلیسی: Drew Ginn) ورزشکار مرد رشتهٔ روئینگ اهل کشور استرالیا است. وی در بین سال‌های ‎۱۹۹۶ تا ۲۰۱۲ میلادی در مسابقات بازی‌های المپیک تابستانی در مجموع ۴ مدال، شامل ۳ مدال طلا و ۱ نقره را کسب کرد.